# HMS Hood (51)
O HMS Hood foi um cruzador de batalha operado pela Marinha Real Britânica e a primeira e única embarcação da Classe Admiral, pois seus três irmãos foram cancelados ainda durante suas construções. Seu batimento de quilha ocorreu em setembro de 1916 nos estaleiros da John Brown & Company, na Escócia, e foi lançado ao mar em agosto de 1918, sendo comissionado na frota britânica em maio de 1920. Era armado com uma bateria principal composta por oito canhões de 381 milímetros montados em quatro torres de artilharia duplas, tinha um deslocamento carregado de mais de 47 mil toneladas e conseguia alcançar uma velocidade máxima de trinta nós (56 quilômetros por hora).
O projeto do Hood foi alterado ainda na construção devido às experiências adquiridas na Batalha da Jutlândia, na Primeira Guerra Mundial. Ele foi o maior navio de guerra do mundo por vinte anos. Passou suas primeiras décadas de serviço realizando viagens diplomáticas por diferentes portos, exercícios de treinamento e até uma volta ao mundo, sendo designado durante esse período para servir em diferentes frotas da Marinha Real. Avanços na artilharia naval reduziram a utilidade do Hood e assim ele foi programado para passar por uma enorme modernização em 1941 a fim de corrigir essas deficiências. Entretanto, o início da Segunda Guerra Mundial em 1939 o forçou a voltar a ativa.
A embarcação operou por vários meses na caça a navios alemães entre a Islândia e o Mar da Noruega. Foi designado para a Força H em junho de 1940 e participou do Ataque a Mers-el-Kébir, retornando para Scapa Flow logo em seguida e operando como escolta de comboios. Ele partiu em maio de 1941, na companhia do couraçado HMS Prince of Wales, para interceptar o couraçado alemão Bismarck e o cruzador pesado Prinz Eugen. O Hood afundou na Batalha do Estreito da Dinamarca em 24 de maio depois de ser alvejado pelo Bismarck. Sua perda afetou negativamente a moral britânica e levou a dois inquéritos oficiais sobre sua perda, enquanto seus destroços foram encontrados em 2001.

## Características

### Gerais

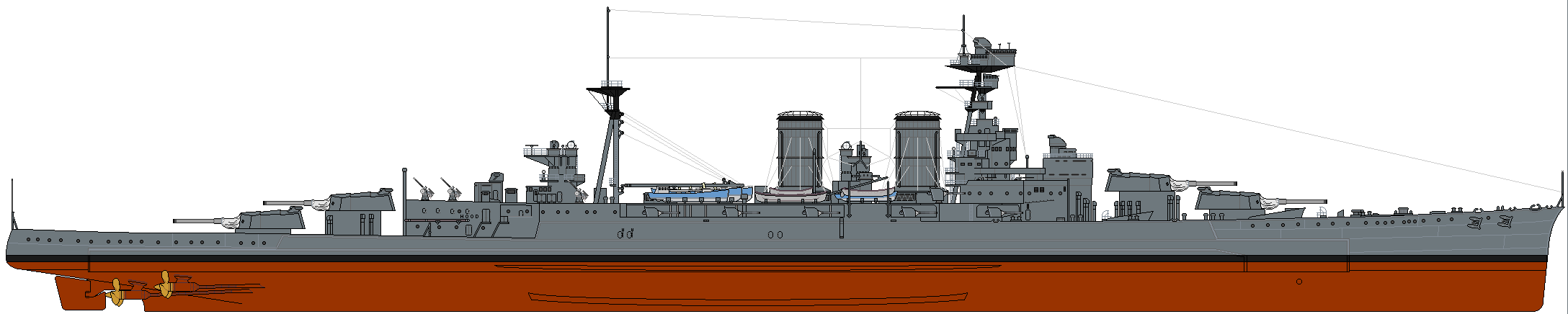
Desenho da aparência do Hood em 1921

Os cruzadores de batalha da Classe Admiral foram projetados em resposta à Classe Mackensen da Marinha Imperial Alemã, cujos relatos indicavam que seria mais bem armada e protegida do que a Classes Renown e a Classe Courageous da Marinha Real Britânica. O projeto da Classe Admiral foi revisado depois da Batalha da Jutlândia em meados de 1916 com o objetivo de incorporar uma ainda blindagem maior. Quatro navios tiveram suas obras iniciadas alguns meses, porém apenas o Hood foi finalizado, pois as embarcações eram caras e necessitavam de trabalhadores e materiais que estavam sendo usados em trabalhos de construção considerados mais urgentes.
O Hood tinha um comprimento de fora a fora de 262,3 metros, boca de 31,8 metros e calado de 9,8 metros. Estas medidas eram 33,5 metros de comprimento e 4,3 metros de boca a mais que seus predecessores da Classe Renown. Seu deslocamento carregado era de 43 350 toneladas, enquanto seu deslocamento supercarregado era 47 430 toneladas, mais de 13 210 toneladas a mais que navios mais antigos. A embarcação tinha um fundo duplo e uma altura metacêntrica de 1,3 metros em deslocamento carregado.
A blindagem extra adicionada durante a construção aumentou o calado em 1,2 metro quando a embarcação estava totalmente carregada com suprimentos de batalha, o que reduziu sua borda livre e deixou o convés muito molhado. A água normalmente espirrava sobre o convés da popa quando ele navegava em velocidade máxima ou em mares bravios, frequentemente entrando nos refeitórios e alojamentos por meio dos dutos de ventilação. Esta característica fez com que o Hood ganhasse o apelido jocoso de "o maior submarino da marinha". Essa umidade recorrente e a ventilação ruim foram culpadas pela alta incidência de tuberculose a bordo. A tripulação variou no decorrer de sua carreira: foi autorizado em 1919 a transportar 1 433 oficiais e marinheiros como uma capitânia de esquadra, enquanto em 1934 tinha 81 oficiais e 1 244 marinheiros.
O sistema de propulsão era composto por 24 caldeiras Yarrow que alimentavam quatro conjuntos de turbinas a vapor Brown-Curtis, cada uma girando uma hélice. As turbinas foram projetadas para gerarem 145,5 mil cavalos-vapor (107 mil quilowatts) de potência, o suficiente para levar o Hood a uma velocidade máxima de 31 nós (57 quilômetros por hora), porém durante seus testes marítimos o navio conseguiu alcançar 153 422 cavalos-vapor (112 810 mil quilowatts) e chegar a 32,07 nós (59,39 quilômetros por hora). A embarcação carregava 3 958 toneladas de óleo combustível, o que dava uma autonomia de 7,5 mil milhas náuticas (13,9 mil quilômetros) a catorze nós (26 quilômetros por hora).

### Armamento

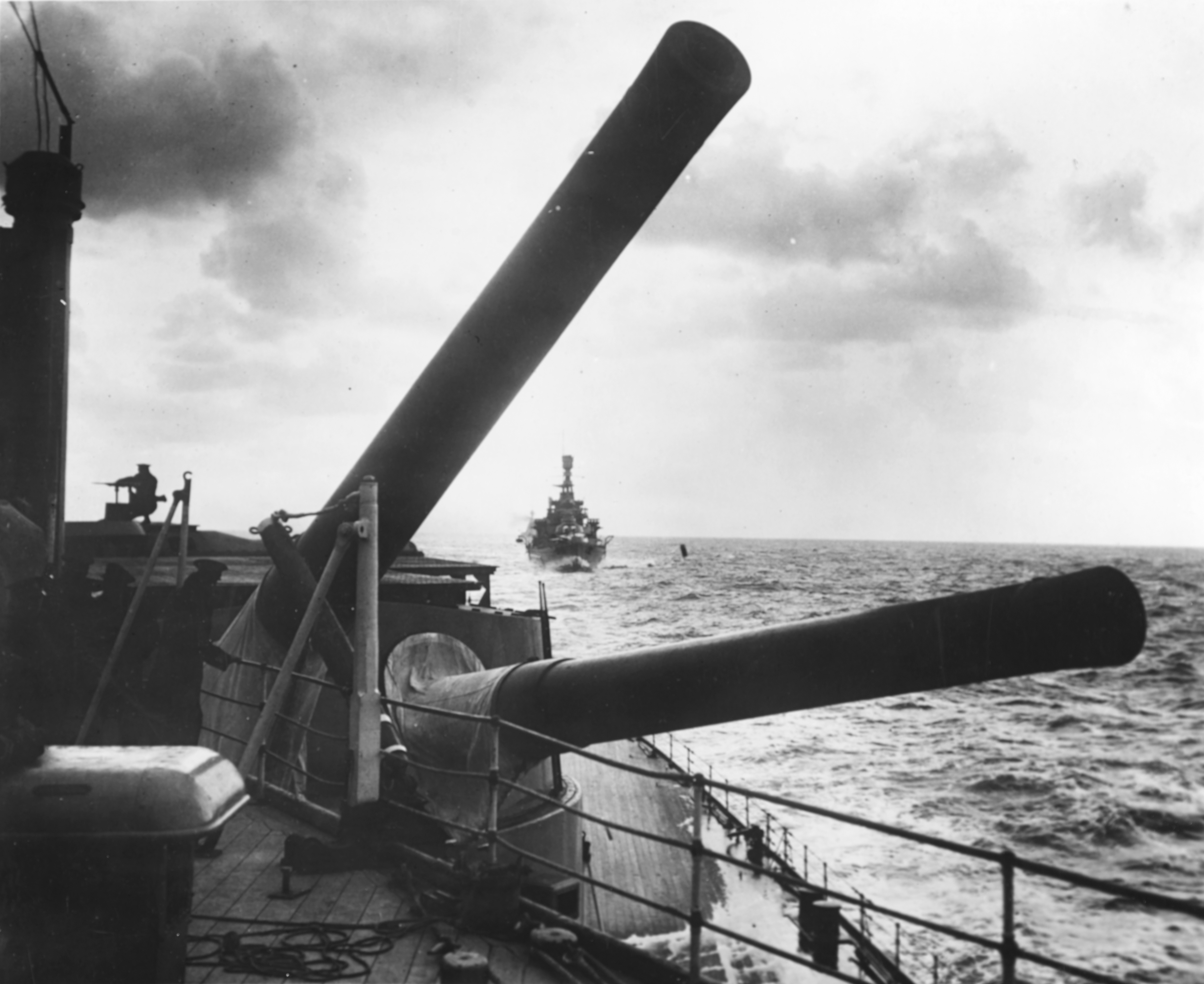
Os canhões da terceira torre "X" do Hood em 1926, rotacionados para o extremo arco de disparo a bombordo. O HMS Repulse pode ser visto ao fundo.

A bateria principal do Hood era formada por oito canhões calibre 42 Marco I de 381 milímetros montados em quatro torres de artilharia duplas operadas hidraulicamente, duas instaladas na dianteira da superestrutura e duas atrás. As torres eram nomeadas "A", "B", "X" e "Y" da proa para a popa. Os canhões podiam abaixar até cinco graus negativos e elevar até trinta graus, disparando projéteis de 870 quilogramas a um alcance máximo de 27,6 quilômetros. Cada canhão tinha 120 projéteis a disposição.
O armamento secundário consistia em doze canhões calibre 50 Marco I de 140 milímetros, cada um tendo a sua disposição duzentos projéteis. Eles foram instalados no convés superior em montagens únicas, rotatórias e protegidas por escudos. Sua posição elevada permitia que funcionassem em clima adverso, pois eram menos afetados pelas ondas e respingos de água quando comparados com as armas em casamatas de navios britânicos anteriores. Dois dos canhões foram temporariamente substituídos por quatro canhões antiaéreos Marco V de 102 milímetros em montagens duplas entre 1938 e 1939. Todas as armas de 140 milímetros foram removidas em 1940. Esses canhões disparavam projéteis de 37 quilogramas a uma distância de 16,25 quilômetros.
O armamento antiaéreo original tinha apenas quatro canhões Marco V de 102 milímetros em montagens únicas. Mais oito canhões de duplo-propósito Marco XVI, também de 102 milímetros, foram instalados em quatro montagens duplas no início de 1939. Estas foram removidas em meados do mesmo ano e canhões Marco XIX foram adicionados no início de 1940. Estas montagens podiam abaixar até dez graus negativos e elevar até oitenta graus. A arma Marco XVI disparava projéteis altamente explosivos de dezesseis quilogramas a uma cadência de tiro de aproximadamente doze disparos por minuto e velocidade de saída de 810 metros por segundo. Contra alvos de superfície seu alcance máximo era de 18,15 quilômetros, enquanto a altura máxima de disparo contra alvos aéreos era de doze quilômetros, porém sua alcance efetivo contra aeronaves era bem menor.
Dezesseis canhões Marco VIII de 40 milímetros em montagens óctuplas foram adicionadas em 1931 no convés superior, nas laterais das chaminés, enquanto mais uma montagem óctupla foi instalada em 1937. Essas montagens podiam abaixar até dez graus negativos e elevar até oitenta graus, disparavam projéteis de 41 gramas a uma velocidade de saída de 590 metros por segundo a uma distância máxima de 3,5 quilômetros. A cadência de tiro era de aproximadamente 96 a 98 disparos por minuto.
Dezesseis metralhadoras Marco III Vickers de 12,7 milímetros em montagens quádruplas foram adicionadas em 1933, com mais oito armas em duas montagens sendo acrescentadas em 1937. Essas montagens podiam abaixar até dez graus negativos e elevar até setenta graus, disparavam projéteis de 37,6 gramas a uma velocidade de saída de 770 metros por segundo. Isto dava aos canhões um alcance máximo de 4,6 quilômetros, porém seu alcance efetivo era de apenas 730 metros. Para complementar esses canhões, cinco lançadores de projéteis fixos foram instalados em 1940, cada um carregando foguetes de 180 milímetros. Esses foguetes, quando detonados, lançavam cabos longos mantidos no ar por paraquedas; a intenção era que os canos se enrolassem em aeronaves e puxassem pequenas minas aéreas que destruiriam os aviões.
Havia seis tubos de torpedo de 533 milímetros, três em cada lado do navio. Dois estavam abaixo da linha d'água adiante do depósito de munição da torre "A", enquanto os restantes estavam acima e atrás da segunda chaminé. O Hood carregava aproximadamente 28 torpedos Marco IV com ogiva de 234 quilogramas de TNT. Eles tinham duas configurações: 25 nós (46 quilômetros por hora) com alcance máximo de 12,3 quilômetros, ou quarenta nós (74 quilômetros por hora) para 4,6 quilômetros.

#### Controle de disparo

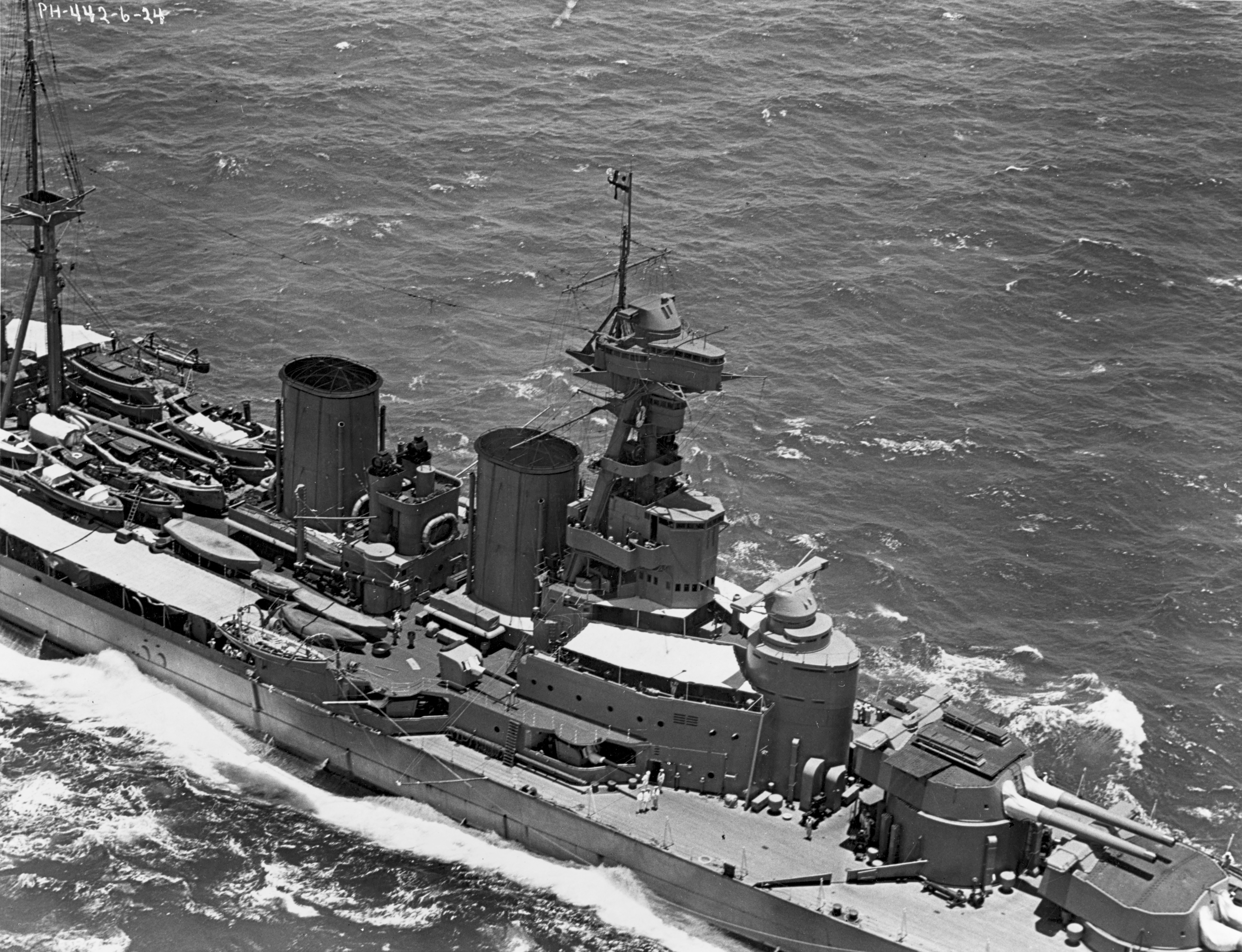
Vista aérea do Hood em 1924, com os telêmetros sobre as duas torres de artilharia dianteiras visíveis. Atrás delas está a torre de comando com o principal diretório de controle de disparo em cima. O diretório secundário está instalado no alto do mastro principal dianteiro.

O Hood foi finalizado com dois diretórios de controle de disparo principais. Um foi instalado em cima da torre de comando com um telêmetro de 9,1 metros e era protegido por uma capota blindada. O outro ficava em cima da plataforma de observação no alto do mastro principal, sendo equipado com um telêmetro de 4,6 metros. Cada torre de artilharia também tinha um telêmetro de 9,1 metros próprio. O armamento secundário era controlado por dois diretórios instalados em cada lado da ponte de comando. Estes eram suplementados por duas posições adicionais de controle de disparo instalados entre 1924 e 1925 na dianteira do navio, cada um com telêmetros de 2,7 metros. As armas antiaéreas eram controladas por um telêmetro simples de dois metros montado entre 1926 e 1927 na posição de controle de ré. Também havia três torres de controle de torpedos, cada uma com um telêmetro de 4,6 metros. Dois ficavam de cada lado da torre de controle de meia-nau e o terceiro na linha central a ré da posição de controle traseira.
Um diretório Marco I de sistema de controle de ângulo elevado foi instalado na plataforma de holofotes traseira entre 1929 e 1931, enquanto duas posições para diretórios antiaéreos para as armas Marco VIII foram adicionadas a ré da plataforma de observação, porém apenas um diretório foi instalado. As posições de controle dos canhões de 140 milímetros e seus telêmetros na plataforma de observação foram removidas em 1932. Os diretórios dos canhões Marco VIII foram transferidos para essas posições, enquanto os telêmetros de 2,7 metros das armas de 140 milímetros foram passados para a plataforma de sinalização. Os diretórios de Marco VIII foram transferidos dois anos depois para as extremidades da ponte para tirá-los do caminho das chaminés. Outro diretório para os mesmos canhões foi adicionado na traseira da superestrutura em 1938, ao lado do diretório Marco I. Dois diretórios Marco III de sistema de controle de ângulo elevado foram adicionados no ano seguinte a ré da plataforma de sinalização, enquanto o diretório Marco I foi substituído por um Marco III.
Um radar de aviso aéreo Tipo 279 e um radar de artilharia Tipo 284 foram instalados em 1941. Segundo o historiador John Roberts, o primeiro radar carecia de sua antena recebedora e não estava funcionando quando o Hood foi afundado. Por outro lado, um documento emitido pelo Almirantado Britânico uma semana antes de seu naufrágio afirmava que a embarcação tinha recebido uma versão modificada Tipo 279M, que funcionava apenas com uma antena recebedora e estava operante.

### Blindagem
O esquema de blindagem do Hood era baseado naquele do cruzador de batalha HMS Tiger, porém com um cinturão angulado em doze graus para fora na linha d'água com o objetivo de aumentar sua espessura relativa em relação a projéteis em trajetórias retas. Esta mudança, entretanto, aumentou a vulnerabilidade do navio para projéteis em queda, pois expunha mais da blindagem do convés. Aproximadamente 5,1 mil toneladas de blindagem foram acrescentadas ao projeto no final de 1916 a partir das experiências na Batalha da Jutlândia, mas ao custo de um calado mais profundo e leve redução na velocidade. A blindagem existente foi engrossada, em vez da embarcação ser reprojetada, para economizar tempo de construção. A blindagem do Hood equivalia a 33 por cento do seu deslocamento, uma proporção elevada para os padrões britânicos, porém menos do que era comum em cruzadores de batalha alemães contemporâneos; por exemplo, no SMS Hindenburg esse valor era por volta de 36 por cento.
O cinturão de blindagem era feito de aço cimentado Krupp e arranjado em três camadas. O cinturão principal na linha d'água tinha 305 milímetros de espessura entre as barbetas das torres de artilharia "A" e "Y", afinando-se para entre 127 e 152 milímetros em direção das extremidades, porém ele não alcançava a proa ou a popa. O cinturão do meio tinha uma espessura máxima de 178 milímetros e o mesmo comprimento que o principal, afinando-se para 127 milímetros adiante da barbeta "A". O cinturão superior tinha tinha 127 milímetros à meia-nau e chegava até a barbeta "A", enquanto na popa tinha um pequeno comprimento com 102 milímetros.
As torres de artilharia e barbetas tinham de 279 a 381 milímetros de espessura, exceto no teto das torres, que tinha 127 milímetros. Os conveses eram feitos de aço de alta resistência. A proteção do castelo da proa tinha de 44 a 51 milímetros, enquanto o convés superior tinha 51 milímetros sobre os depósitos de munição e dezenove milímetros em outros locais. O convés principal tinha 76 milímetros sobre os depósitos e 25 milímetros no restante, exceto por uma inclinação de 51 milímetros na extremidade inferior do cinturão. O convés inferior tinha 76 milímetros sobre os eixos das hélices, 51 milímetros sobre os depósitos e 25 milímetros no restante.
Placas de 76 milímetros foram adicionadas ao convés nos estágios finais de construção, enquanto os canhões de 140 milímetros mais de ré e seus guindastes de munição foram removidos em compensação. Testes de disparo de novos projéteis de 381 milímetros contra um modelo da blindagem mostraram que um projétil poderia penetrar nas partes vitais do navio através do cinturão do meio e pela inclinação do convés principal. Uma proposta foi feita em julho de 1919 para aumentar a blindagem sobre os depósitos de munição dianteiros para 127 milímetros e dos de ré para 152 milímetros. Para compensar, dois tubos de torpedo submersos e a blindagem das ogivas dos torpedos de ré foram removidas, enquanto a blindagem para a torre de controle de torpedos de ré foi reduzida de 152 para 38 milímetros. Mesmo assim, a blindagem adicional nunca foi instalada pela espera de novos testes. O Hood permaneceu suscetível a bombas e projéteis em mergulho. A blindagem para as ogivas de torpedo foi reinstalada entre 1929 e 1931.
Uma Protuberância antitorpedo ficava entre as barbetas "A" e "Y" a uma profundidade de 2,3 metros. Ela era dividida entre um compartimento exterior vazio e um interior com cinco fileiras de tubos preenchidos com água que tinham a intenção de absorver e distribuir a força de uma explosão. Atrás ficava uma antepara de 38 milímetros.

### Aeronaves
O Hood foi inicialmente equipado com plataformas de lançamento no topo das torres de artilharia "B" e "X", das quais aeronaves Fairey Flycatcher poderiam decolar. A plataforma da torre "X" foi removida entre 1929 e 1931 e uma catapulta desmontável foi instalada no convés da popa junto com um guindaste para recuperar hidroaviões. O navio recebeu aviões Fairey IIIF da Força Aérea Real. A catapulta mostrou-se ser de difícil uso durante um cruzeiro para as Índias Ocidentais em 1932, exceto em mares muito calmos, pois frequentemente ficava encharcada sob clima ruim. A catapulta e o guindaste foram removidos no mesmo ano, assim como a plataforma na torre "B".

## Classificação
A Marinha Real sempre designou o Hood como um cruzador de batalha, porém alguns historiadores modernos, como por exemplo Antony Preston, o classificaram como um couraçado rápido, pois ele aparentemente tinha melhoramentos em relação à Classe Queen Elizabeth de couraçados. Levando em conta apenas os números, o Hood possuía o mesmo armamento e nível de proteção, porém era muito mais rápido. Documentos da Marinha Real da época descreviam qualquer navio capital com velocidade máxima acima de 24 nós (44 quilômetros por hora) como um cruzador de batalha, independente da blindagem. Por exemplo, os nunca construídos cruzadores de batalha da Classe G3 eram classificados como tais, mesmo o projeto sendo mais próximo de um couraçado rápido do que o Hood. Oficiais de alta hierarquia da Marinha dos Estados Unidos ficaram extremamente impressionados com o Hood, incluindo o vice-almirante William Sims, o comandante das forças navais norte-americanas na Europa, e o almirante Henry T. Mayo, comandante da Frota do Atlântico, que chegaram a descrever o navio por volta de 1918 como um "couraçado rápido", também passando a defender que os Estados Unidos desenvolvessem um couraçado rápido próprio. Entretanto, o país continuou com sua direção de projeto já estabelecida, desenvolvendo os couraçados da Classe South Dakota, que eram mais lentos mas muito bem protegidos, e os cruzadores de batalha da Classe Lexington, que por sua vez seriam rápidos mas com pouca blindagem.

## História

### Construção

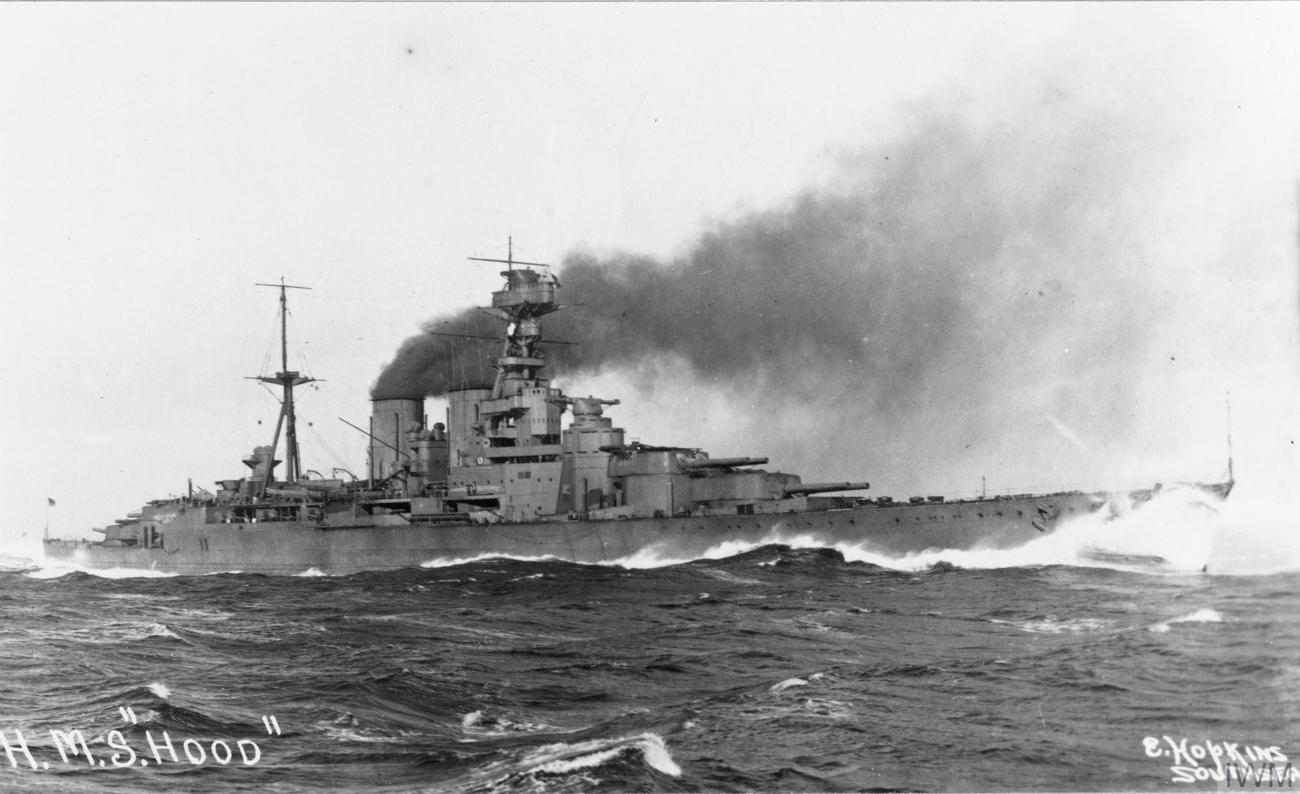
O Hood nos seus testes marítimos, 1920

A construção do Hood começou em 1º de setembro de 1916 nos estaleiros da John Brown & Company em Clydebank, na Escócia. Ele foi lançado ao mar em 22 de agosto de 1918 e batizado por Ellen Hood, viúva do contra-almirante sir Horace Hood, um tataraneto do almirante lorde Samuel Hood, 1º Visconde Hood e o homônimo do navio. Horace Hood tinha morrido enquanto comandava a 3ª Esquadra de Cruzadores de Batalha a partir de sua capitânia o HMS Invincible, um dos três cruzadores de batalha que o Reino Unido perdeu na Batalha da Jutlândia. O Hood foi rebocado para Rosyth em 9 de janeiro de 1920 a fim de completar seu processo de equipagem para liberar espaço para a John Brown poder construir navios mercantes. Ele passou por testes marítimos e foi comissionado na frota britânica em 15 de maio de 1920, com o capitão Wilfred Tompkinson assumindo o comando. Sua construção custou 6,025 milhões de libras. O Hood era o maior navio de guerra do mundo na época em que entrou em serviço, título que manteve pelos vinte anos seguintes. Seu tamanho e armamentos lhe fizeram ganhar o apelido de "Poderoso Hood".

### Entreguerras

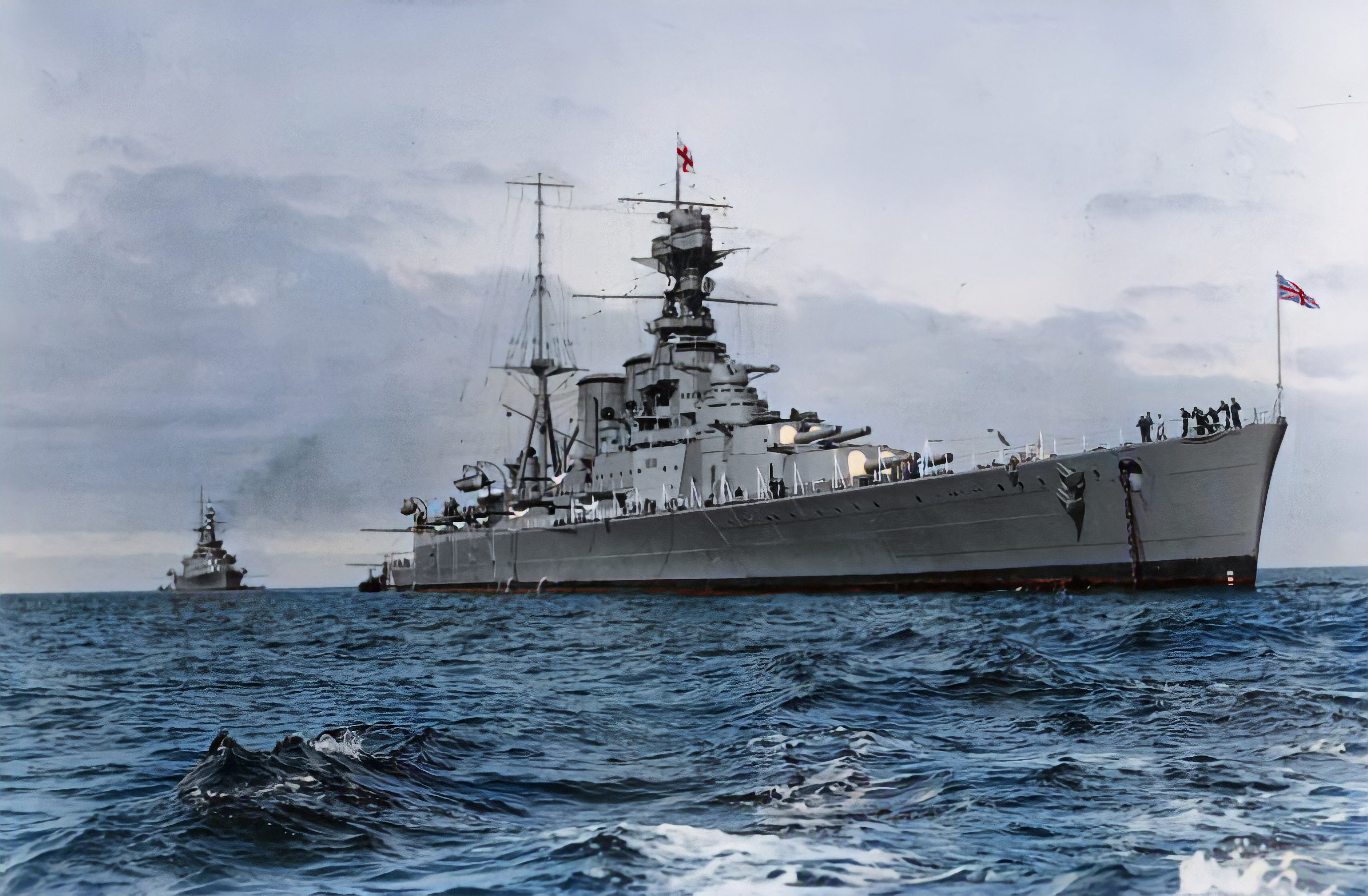
O Hood e o Repulse na Austrália durante sua viagem ao redor do mundo, 1924

O Hood, logo depois de ser comissionado, se tornou a capitânia da Esquadra de Cruzadores de Batalha da Frota do Atlântico, sob o comando do contra-almirante sir Roger Keyes. A embarcação fez um cruzeiro pela Escandinávia mais tarde no mesmo ano, com o capitão Geoffrey Mackworth assumindo o comando pouco depois. O navio viajou pelo Mar Mediterrâneo em 1921 e 1922 realizando visitas diplomáticas a portos locais, além de participar de treinamentos junto com a Frota do Mediterrâneo. Em seguida partiu em um cruzeiro pelo Brasil e pelas Índias Ocidentais junto com o resto da Esquadra de Cruzadores de Batalha.
O capitão John Knowles Im Thurn assumiu o comando em 1923 e o Hood atravessou o Canal do Panamá em novembro para uma volta ao mundo acompanhado do cruzador de batalha HMS Repulse e pela 1ª Esquadra de Cruzadores Rápidos. O objetivo da viagem era relembrar aos domínios britânicos de sua dependência do poderio marítimo do Reino Unido e encorajá-los a apoiar a Marinha Real com dinheiro, navios e instalações. As embarcações retornaram para casa dez meses depois em setembro de 1924, tendo visitado o Canadá, Austrália, Nova Zelândia, Índia, África do Sul e outras colônias e dependências menores, além dos Estados Unidos.
Em abril de 1924, enquanto ainda estavam na Austrália, a esquadra escoltou o cruzador de batalha HMAS Australia até mar aberto, onde foi deliberadamente afundado para cumprir os termos do Tratado Naval de Washington. A Esquadra de Cruzadores de Batalha visitou Lisboa, em Portugal, em janeiro de 1925 para celebrações em homenagem a Vasco da Gama, seguindo depois para o Mediterrâneo a fim de realizar exercícios. O Hood seguiu esse padrão de viagens de treinamento para o Mediterrâneo no inverno pelo restante da década. O capitão Harold Reinold assumiu o comando em 30 de abril de 1925, sendo substituído em 21 de maio de 1927 pelo capitão Wilfred French.

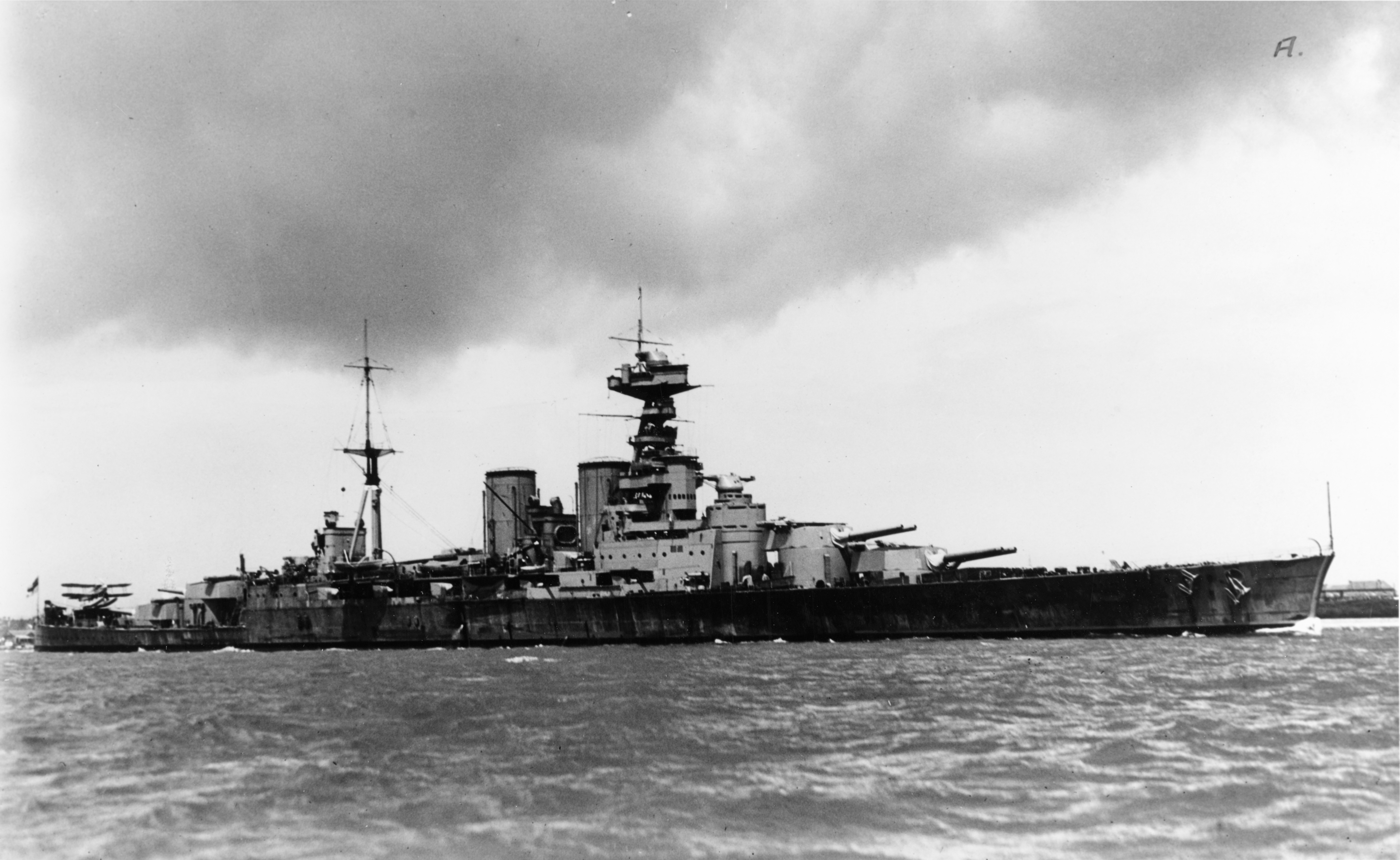
O Hood em 1932, com uma catapulta e um hidroavião visíveis na popa

O Hood passou por uma grande reforma entre 1º de maio de 1929 e 10 de março de 1931, retomando sua função de capitânia da Esquadra de Cruzadores de Batalha ao voltar ao serviço e ficando sob o comando do capitão Julian Patterson. Sua tripulação participou mais tarde do mesmo ano do Motim de Invergordon contra cortes nos salários dos marinheiros. A situação foi resolvida pacificamente a o navio voltou para seu porto de chamada. A Esquadra de Cruzadores de Batalha fez um cruzeiro pelo Caribe no início de 1932 e em seguida passou por uma pequena reforma em Portsmouth de 31 de março a 10 de maio. O capitão Thomas Binney assumiu o comando em 15 de agosto de 1932 e a embarcação retomou sua antiga rotina de um cruzeiro de inverno pelo Mediterrâneo. O capitão Thomas Tower substituiu Binney em 30 de agosto de 1933. Uma nova reforma rápida ocorreu entre 1º de agosto e 5 de setembro de 1934, quando seus diretórios de controle de disparo para as baterias secundária e antiaérea foram rearranjados.
O cruzador de batalha HMS Renown colidiu com o convés da popa de bombordo do Hood em 23 de janeiro de 1935, enquanto eles navegavam até Gibraltar no caminho para o cruzeiro no Mediterrâneo. O dano ao Hood foi limitado a sua hélice externa de bombordo e uma amassado de 46 centímetros, porém algumas placas do casco se soltaram no impacto. Reparos temporários ocorreram em Gibraltar para que a embarcação retornasse para Portsmouth a fim de passar por consertos definitivos, que ocorreram entre fevereiro e maio. Os capitães de ambos os navios enfrentaram uma corte marcial, assim como o comandante da esquadra, o contra-almirante Sidney Bailey. Tower e Bailey foram inocentados, porém o capitão Sawbridge do Renown foi inicialmente removido de seu comando. Entretanto, o Almirantado discordou do veredito e devolveu o posto a Sawbridge, criticando Bailey por seus sinais ambíguos durante a manobra.

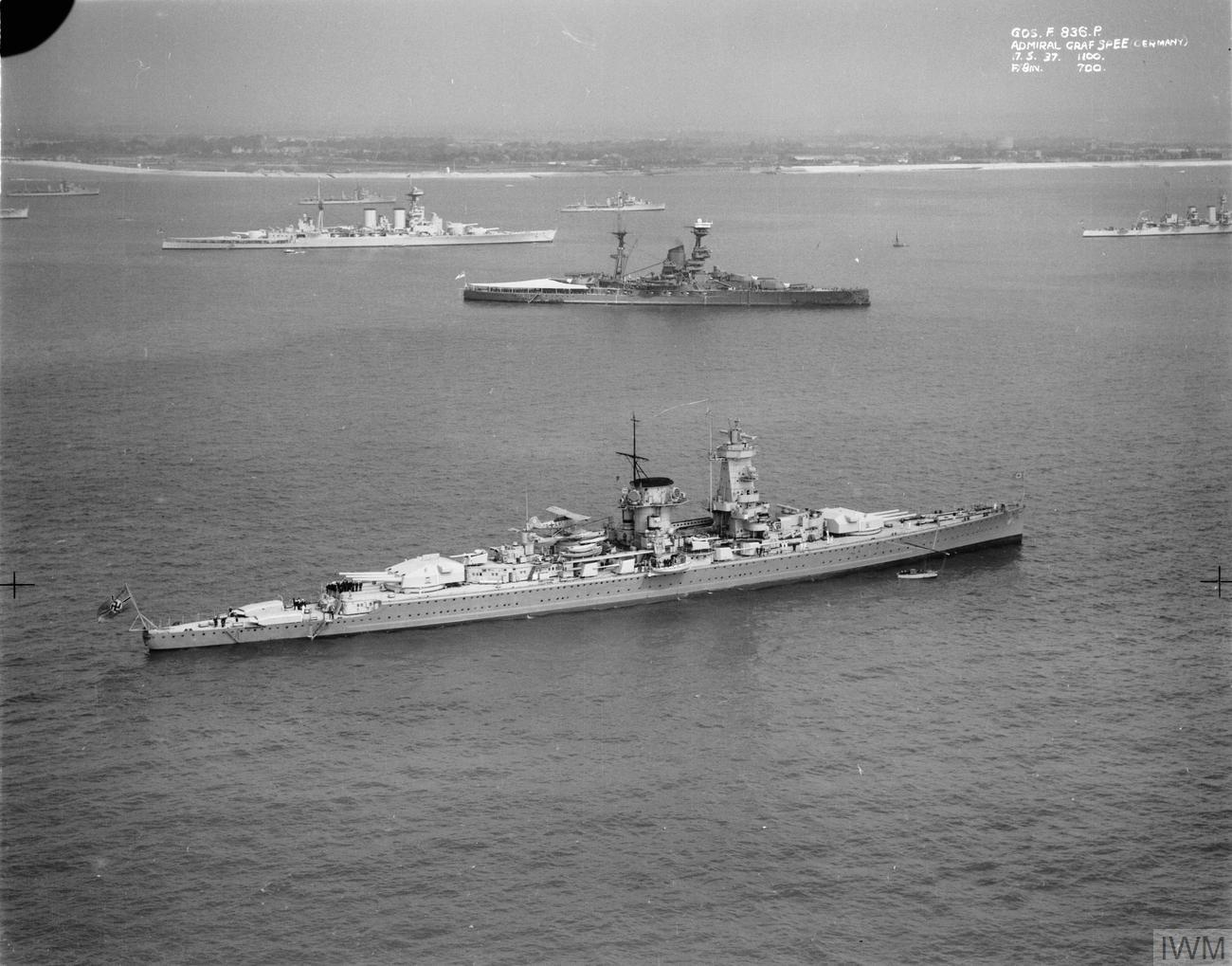
O Hood (cima) com o couraçado (meio) e o cruzador pesado alemão Admiral Graf Spee (baixo) em Spithead em maio de 1937 durante uma revista de oficial em celebração à coroação do rei Jorge VI do Reino Unido

O Hood participou em julho de 1935 de uma revista oficial em celebração ao jubileu de prata do rei Jorge V do Reino Unido. Ele foi colocado na Frota do Mediterrâneo pouco depois e colocado em Gibraltar depois do início da Segunda Guerra Ítalo-Etíope em outubro. O capitão Arthur Pridham assumiu o comando em 1º de fevereiro de 1936 e o Hood retornou para Portsmouth para uma breve reforma entre 26 de junho e 10 de outubro. Foi oficialmente transferido para a Frota do Mediterrâneo em 20 de outubro, logo depois do início da Guerra Civil Espanhola. Em 23 de abril de 1937 escoltou três navios mercantes britânicos para Bilbao, mesmo com a presença do cruzador rápido nacionalista Almirante Cervera tentando bloquear o porto. Em maio o Hood participou de uma revista oficial para marcar a coroação do rei Jorge VI, tendo sido visitado pelo rei no final do mesmo mês. A embarcação passou por reformas em Malta de novembro a dezembro, quando seus tubos de torpedo submersos foram removidos. O capitão Harold Walker assumiu o comando em 20 de maio de 1938, servindo até janeiro de 1939, quando o Hood entrou em nova reforma que durou até 12 de agosto.
O Hood estava programado para ser modernizado em 1941 para elevá-lo ao mesmo padrão de modernização que outros navios capitais britânicos da época da Primeira Guerra Mundial tinham passado. Ele teria recebido novas turbinas e caldeiras mais leves e um armamento secundário de dezesseis canhões de 133 milímetros e 48 canhões antiaéreos de 40 milímetros. Sua camada de blindagem superior de 127 milímetros seria removida e a proteção do convés reforçada. Uma catapulta e instalações para operar hidroaviões seriam adicionadas, enquanto seus tubos de torpedo restantes removidos. Além disso, sua superestrutura seria removida e totalmente reconstruída. O serviço ativo quase constante da embarcação, pois era o navio capital mais rápido e poderoso da Marinha Real, fez com que sua condição geral se deteriorasse rapidamente, até o ponto que na década de 1930 ele estava precisando de uma enorme manutenção. O início da Segunda Guerra Mundial em 1939 impediu que fosse retirado do serviço, consequentemente o Hood nunca recebeu a modernização que embarcações como o Renown e alguns couraçados da Classe Queen Elizabeth passaram. Seus condensadores estavam em uma condição tão ruim que boa parte da água doce oriunda dos evaporadores era necessária para reabastecer a água de alimentação das caldeiras e assim não podia ser usada pela tripulação para banhos ou até mesmo para aquecer os refeitórios no inverno, pois os canos tinham vários vazamentos. Esses problemas também reduziram sua produção de vapor, impedindo que o navio alcançasse a velocidade máxima projetada.

### Segunda Guerra Mundial
O capitão Irvine Glennie assumiu o comando do Hood em maio de 1939 e o navio foi designado para de volta para Esquadra de Cruzadores de Batalha da Frota Doméstica, antes mesmo de suas reformas terminarem. A guerra começou em setembro e a embarcação atuou principalmente em patrulha na área próxima da Islândia e Ilhas Feroe com o objetivo de proteger comboios e interceptar quais embarcações alemãs que pudessem tentar entrar no Atlântico. A Frota  Doméstica partiu para o centro do Mar do Norte em 25 de setembro a fim de dar cobertura para o danificado submarino HMS Spearfish. A frota foi avistada pelos alemães e atacada por bombardeiros. O Hood foi atingido por uma bomba de 250 quilogramas jogada de um Junkers Ju 88 que danificou sua protuberância anti-torpedo de bombordo e os condensadores. O maquinário do navio estava em um estado tão deteriorado que sua velocidade máxima caiu para 26,5 nós (49,1 quilômetros por hora). Passou por mais manutenções entre 4 de abril e 12 de junho.

#### Operação Catapulta

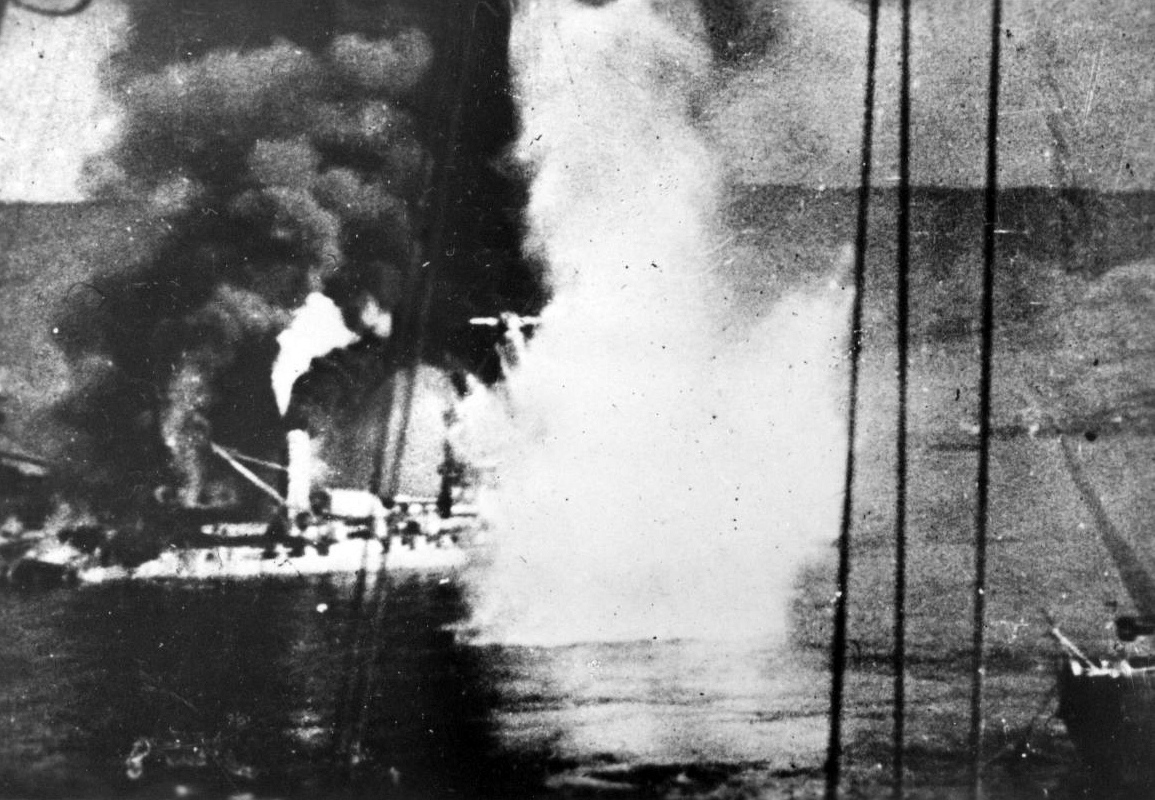
O couraçado sendo alvejado pelo Hood, e

O Hood e o porta-aviões HMS Ark Royal receberam ordens em 18 de junho para seguirem para Gibraltar a fim de juntarem-se à Força H, com o Hood se tornando sua capitânia. A Força H participou em julho de 1940 do Ataque a Mers-el-Kébir, parte da Operação Catapulta para destruir a frota francesa atracada no local. O Almirantado Britânico emitiu um ultimato para os franceses em Mers-el-Kébir oito dias depois da rendição da França, exigindo que os navios fossem internados em um porto britânico ou neutro para garantir que não fossem tomados pelo Eixo. Os termos foram rejeitados e a Marinha Real atacou as embarcações da Marinha Nacional Francesa atracadas no local. Não se sabe os resultados dos disparos do Hood, porém o couraçado francês Dunkerque foi atingido por quatro projéteis de 381 milímetros e precisou encalhar para não afundar. O Hood quase foi acertado pelo Dunkerque durante o confronto, com estilhaços ferindo dois tripulantes. O couraçado Strasbourg conseguiu escapar do porto no meio da confusão, com o Hood e alguns cruzadores rápidos entrando em perseguição. Entretanto, a busca foi abandonada depois de duas horas, pois o Hood tinha precisado desviar de torpedos lançados por um sloop francês e danificou uma de suas turbinas ao tentar alcançar 28 nós (52 quilômetros por hora).

#### Volta para casa
O Renown substituiu o Hood como capitânia da Força H em 10 de agosto, com este então retornando para Scapa Flow. Foi para Rosyth em 13 de setembro junto com os couraçados HMS Nelson e HMS Rodney mais outros navios para estarem em melhor posição de interceptar uma possível frota de invasão alemã. Esta ameaça diminuiu e o Hood retomou seus deveres de escolta de comboios e patrulhas contra corsários. Ele mais o Renown e o Repulse foram para o Golfo de Biscaia em 5 de novembro a fim de impedir que o cruzador pesado alemão Admiral Scheer usasse portos franceses depois de atacar o Comboio HX 84, porém o navio seguiu para o sul do Oceano Atlântico.
O Hood passou por manutenção entre janeiro e março de 1941, mas mesmo assim ainda estava em estado ruim. A ameaça alemã era o bastante para impedir que ele passasse por uma grande reforma até que mais dos novos couraçados da Classe King George V entrassem em serviço. O capitão Ralph Kerr assumiu o comando durante a manutenção e o Hood recebeu ordens de navegar em uma tentativa de interceptar os couraçados alemães Scharnhorst e Gneisenau. Isto não pode ser feito e a embarcação ficou patrulhando o Golfo de Biscaia contra qualquer tentativa de navios alemães de deixarem Brest. Foi para o Mar da Noruega em 19 de abril quando o Almirantado recebeu relatórios errôneos de que o couraçado alemão Bismarck tinha deixado a Alemanha. O Hood ficou então patrulhando o Mar do Norte até voltar para Scapa Flow em 6 de maio.

#### Estreito da Dinamarca

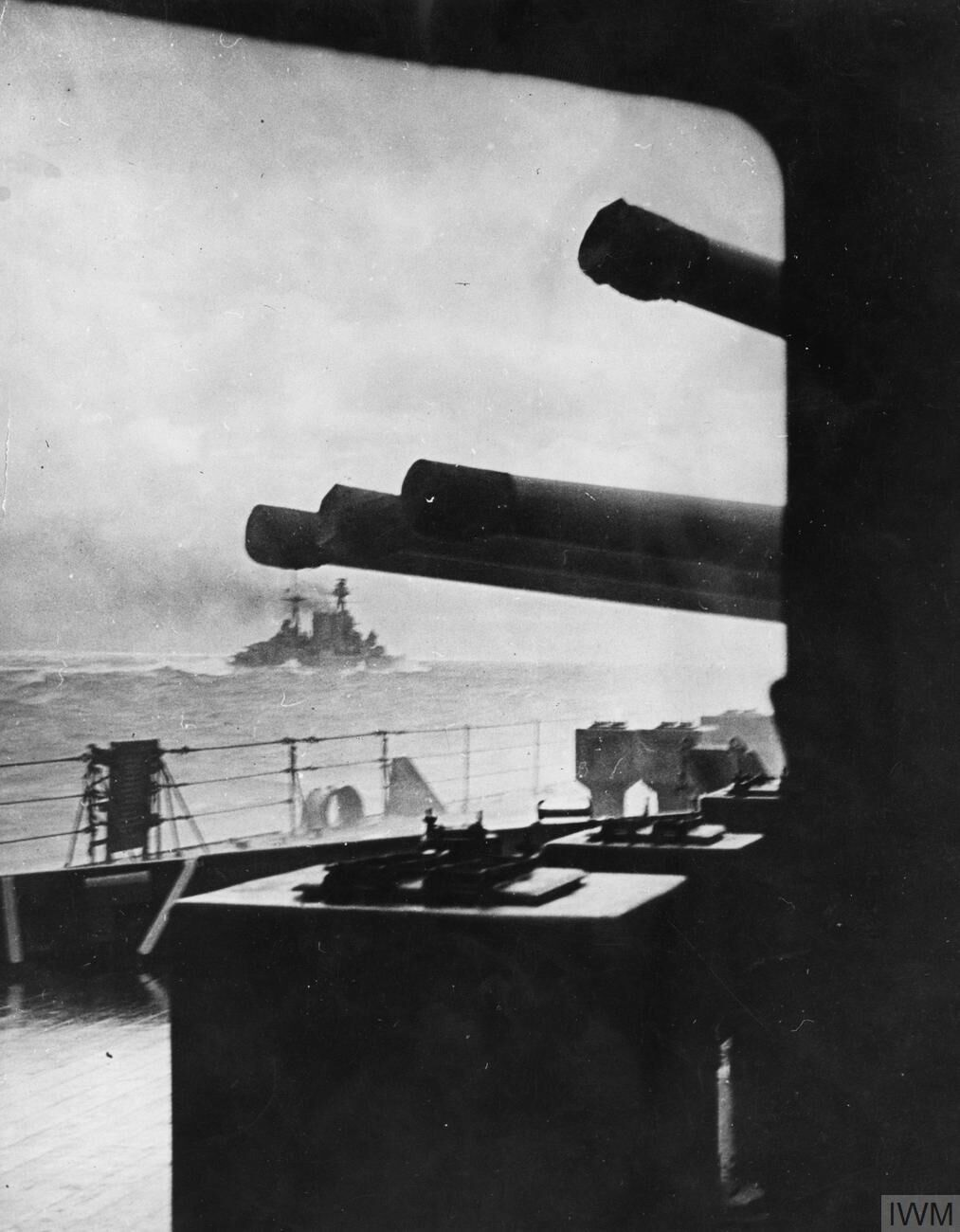
O Hood seguindo para enfrentar o Bismarck

O Bismarck partiu para o Atlântico em maio de 1941 na companhia do cruzador pesado Prinz Eugen, com o Hood sendo enviado para interceptá-los na companhia do recém-comissionado couraçado HMS Prince of Wales e várias outras embarcações com o objetivo de impedir que os alemães entrassem no oceano e atacassem comboios Aliados. O Hood estava como a capitânia do vice-almirante Lancelot Holland. Os alemães foram avistados em 23 de maio pelos cruzadores pesados HMS Norfolk e HMS Suffolk enquanto atravessavam o Estreito da Dinamarca.
O Hood e o Prince of Wales foram avistados pelos alemães às 5h37min, porém estes já sabiam de sua presença porque os hidrofones do Prinz Eugen já tinham detectado sons de hélices em alta velocidade vindos do sudeste. Os britânicos abriram fogo às 5h52min, com o Hood disparando contra o Prinz Eugen, o navio na vanguarda alemã, possivelmente por tê-lo confundido com o Bismarck. Os alemães abriram fogo três minutos depois, ambos concentrando seus disparos no Hood. O Prinz Eugen provavelmente foi o primeiro a acertar um disparo, com um de seus projéteis detonando no convés dos botes entre as chaminés, iniciando um incêndio nas munições para pronto uso das armas antiaéreas.
O Hood foi acertado pelo quinto salvo do Bismarck à uma distância de 16,6 quilômetros pouco antes das 6h00min, quando estava em algum momento de uma virada de vinte graus para bombordo. Um projétil possivelmente acertou a plataforma de observação, pois o convés dos botes foi coberto de partes de corpos e destroços. Outro projétil penetrou o casco e detonou dentro ou próximo de um dos depósitos de munição. Um enorme jato de chamas estourou no convés do Hood próximo do mastro principal segundos após o impacto, seguido por uma explosão devastadora que destruiu a popa do navio. Esta explosão partiu o Hood em dois e ele afundou em apenas três minutos. Dos 1 418 tripulantes a bordo, houve apenas três sobreviventes: aspirante William Dundas, marinheiro Robert Tilburn e sinaleiro Edward Briggs. Eles foram resgatados pelo contratorpedeiro HMS Electra duas horas depois.
O Prince of Wales foi forçado a recuar devido a uma combinação de danos de acertos alemães e falhas mecânicas em suas torres de artilharia. Mesmo assim conseguiu acertar o Bismarck três vezes. Um destes contaminou boa parte do combustível do navio e o forçou a abandonar sua missão, separando-se do Prinz Eugen e seguindo para a França ocupada a fim de ser reparado. O Bismarck conseguiu evitar ser detectado pelos britânicos temporariamente, mas acabou encontrado e foi afundado em 27 de maio.

#### Investigações

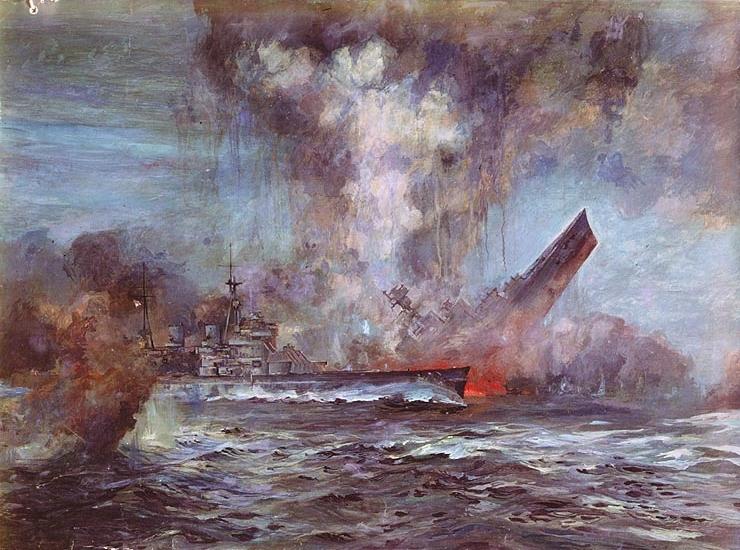
Pintura de J. C. Schmitz-Westerholt do naufrágio do Hood, também mostrando o Prince of Wales passando em frente

O Almirantado emitiu um comunicado de imprensa sobre a perda do navio no mesmo dia do naufrágio, relatando que "durante a ... ação, o HMS Hood ... recebeu um acerto desafortunado em um depósito de munição e explodiu". Um inquérito sobre o naufrágio foi instaurado rapidamente e presidido pelo vice-almirante Geoffrey Blake , emitindo um relatório em 2 de junho, menos de duas semanas depois da perda, concluindo que "A causa provável da perda do HMS Hood foi uma penetração direta da proteção por um ou mais projéteis de [380 milímetros] [...], resultando em uma explosão de um ou mais depósitos de munição". Entretanto, este inquérito rapidamente foi criticado, principalmente porque pouquíssimas testemunhas foram convocadas e nenhum registro verbatim destes testemunhos foi mantido. Consequentemente, um novo inquérito foi convocado, desta vez presidido pelo contra-almirante sir Harold Walker em setembro. Esta investigação foi "muito mais minuciosa do que a primeira", convocando 176 testemunhas do naufrágio. Sua conclusão foi praticamente idêntica ao do primeiro inquérito, afirmando que o "naufrágio do Hood se deu por um acerto de um projétil de [380 milímetros] do Bismarck dentro ou adjacente aos depósitos de [102 milímetros] ou [381 milímetros], fazendo-os explodir e destruir a parte traseira do navio". Os dois inquéritos exoneraram Holland de qualquer responsabilidade pelo naufrágio.